# Sainte-Colombe-sur-l'Hers
Sainte-Colombe-sur-l'Hers é uma comuna francesa na região administrativa de Occitânia, no departamento de Aude. Estende-se por uma área de 10,61 km². Em 2010 a comuna tinha 439 habitantes (densidade: 41,4 hab./km²).